# NGC 6320
NGC 6320 é uma galáxia espiral (Sbc) localizada na direcção da constelação de Hercules. Possui uma declinação de +40° 16' 02" e uma ascensão recta de 17 horas, 12 minutos e 55,6 segundos.
A galáxia NGC 6320 foi descoberta em 27 de Julho de 1872 por Édouard Jean-Marie Stephan.